# John H. Rousselot
John Harbin Rousselot (ur. 1 listopada 1927 w Los Angeles, zm. 11 maja 2003 w Irvine) – amerykański polityk, członek Partii Republikańskiej.

## Działalność polityczna
Od 3 stycznia 1961 do 3 stycznia 1963 był przez jedną kadencję przedstawicielem 25. okręgu, a od 30 czerwca 1970 do 3 stycznia 1975 przez trzy kadencje przedstawicielem 24. okręgu, a od 3 stycznia 1975 do 3 stycznia 1983 przez cztery kadencje był przedstawicielem 26. okręgu wyborczego w stanie Kalifornia w Izbie Reprezentantów Stanów Zjednoczonych.